# Frenologi
Frenologi er læren om en påstået forbindelse mellem kraniets ydre form og menneskets sjælelige egenskaber.

## Teorien
Frenologi blev skabt af lægen Franz Joseph Gall (1758-1828), der mente, at de forskellige organer i hjernen repræsenterer ulige egenskaber, og at det kan mærkes på kraniet, hvilke, der er størst. Han udførte også sin frenologiske undersøgelse på guldhornstyven Niels Heidenreich. 
Frenologi har intet videnskabeligt grundlag, i den forstand, at man ikke testede de påståede forbindelse hverken teoretisk eller empirisk (man undersøgte ikke "teorien" fordomsfrit; ej heller om den korresponderede med virkeligheden). Dr. Gall mente bl.a., at destruktiv adfærd var lokaliseret over ørerne, mens kærlighed til børn fandtes i baghovedet, lige under det område, hvor fædrelandskærligheden befandt sig. Parietal kortex har sit navn herefter.
Gall har dog spillet en rolle for psykologien. Ikke pga. sine teorier, der er dybt racistiske og fordomsfulde, men fordi han postulerede en (forkert) forklaring på forbindelsen mellem hjerne og adfærd. Men sådanne forklaringer er grundlaget for nutidens neuropsykologi, blot uden tilsætning af påstande om at kunne aflæse menneskelig adfærd og menneskelige egenskaber ud fra kraniets form.

## I litteraturen
Terry Pratchett udsætter frenologien for satire i sine bøger fra Diskverden, gennem "retro-frenologi".  Argumentet lyder, at hvis et menneskes karakteregenskaber kan aflæses ud fra hovedets form, så må samme egenskaber kunne ændres ved at tilføre kraniet buler de rigtige steder. Proceduren udføres i bøgerne af en trold med en stor hammer.